# Кара-Софу
Кара́-Софу́ (укр. Кара-Софу, крымскотат. Qara Sofu, Къара Софу) — исчезнувшее село в Красногвардейском районе Республики Крым, располагавшееся на северо-западе района, в степной части Крыма, примерно в 2,5 км к юго-западу от современного села Александровка и в 2,5 км к северу от Карповки.

## История
Первое документальное упоминание села встречается в Камеральном Описании Крыма… 1784 года, судя по которому, в последний период Крымского ханства Софу Хажи входил в Караул кадылык Перекопского каймаканства.
После присоединения Крыма к России (8) 19 апреля 1783 года, (8) 19 февраля 1784 года, именным указом Екатерины II сенату, на территории бывшего Крымского Ханства была образована Таврическая область и деревня была приписана к Перекопскому уезду. После Павловских реформ, с 1796 по 1802 год, входила в Перекопский уезд Новороссийской губернии. По новому административному делению, после создания 8 (20) октября 1802 года Таврической губернии, Кара-Софу был включён в состав Бозгозской волости Перекопского уезда.
По Ведомости о всех селениях, в Перекопском уезде состоящих… 1805 года в деревне Кара-Софу числилось 13 дворов, 80 крымских татар и 1 ясыр. На военно-топографической карте генерал-майора Мухина 1817 года деревня Карасупу обозначена с 15 дворами. После реформы волостного деления 1829 года Карасопу, согласно «Ведомости о казённых волостях Таврической губернии 1829 года» отнесли к Эльвигазанской волости. На карте 1836 года в деревне 16 дворов. Затем, видимо, в результате эмиграции крымских татар, деревня заметно опустела и на карте 1842 года деревня Кара-Софу обозначена условным знаком «малая деревня», то есть, менее 5 дворов.
В 1860-х годах, после земской реформы Александра II, деревню включили в состав [Айбарской волости Григорьевской волости того же уезда. В «Списке населённых мест Таврической губернии по сведениям 1864 года», составленном по результатам VIII ревизии 1864 года, Кара-Софу — казённая татарская деревня с 31 двором, 134 жителями и мечетью при балке Карауле. На трёхверстовой карте Шуберта 1865—1876 года в деревне обозначен 21 двор. На 1886 год в деревне, согласно справочнику «Волости и важнѣйшія селенія Европейской Россіи», проживало 127 человек в 18 домохозяйствах, действовала мечеть. В «Памятной книге Таврической губернии 1889 года» по результатам Х ревизии 1887 года записан Кара-Софу Григорьевской волости, с 25 дворами и 139 жителями.
После земской реформы 1890 года деревню отнесли к Александровской волости, но в «…Памятной книжке Таврической губернии на 1892 год» деревня не записана, а в «…Памятной книжке… на 1900 год» в деревне числится 80 жителей в 18 дворах и записано, что арендуют 1177 десятин земли у некоего Караманова.По Статистическому справочнику Таврической губернии. Ч.II-я. Статистический очерк, выпуск пятый Перекопский уезд, 1915 год, в деревне Кара-Софу Александровской волости Перекопского уезда числилось 8 дворов (2 двора с землёй, 6 — безземельные) со смешанным населением в количестве 26 человек приписных жителей и 30 — «посторонних», из которых 29 мужчин и 27 женщин. Жители владели 530 десятинами удобной земли. В хозяйствах имелось 43 лошади, 11 коров и 17 голов мелкого скота. В энциклопедическом словаре «Немцы России» содержится информация, без указания года, что Кара-Софу — немецко-чешско-русское село.
После установления в Крыму Советской власти и учреждения 18 октября 1921 года Крымской АССР, в составе Джанкойского уезда был образован Курманский район, в состав которого включили село. В 1922 году уезды получили название округов. 11 октября 1923 года, согласно постановлению ВЦИК, в административное деление Крымской АССР были внесены изменения, в результате которых был ликвидирован Курманский район и село включили в состав Джанкойского. Согласно Списку населённых пунктов Крымской АССР по Всесоюзной переписи 17 декабря 1926 года, в селе Кара-Софу, Александровского сельсовета Джанкойского района, числилось 17 дворов, все крестьянские, население составляло 80 человек, из них 48 русских, 15 немцев, 14 чехов и 3 украинца. Постановлением Президиума КрымЦИКа «Об образовании новой административной территориальной сети Крымской АССР» от 26 января 1935 года был создан немецкий национальный (лишённый статуса национального постановлением Оргбюро ЦК КПСС от 20 февраля 1939 года) Тельманский район (с 14 декабря 1944 года — Красногвардейский) и село включили в его состав. В последний раз Кара-Софу встречается на двухкилометровке РККА 1942 года.

### Динамика численности населения
| - 1805 год — 81 чел. - 1864 год — 134 чел. - 1889 год — 139 чел. | - 1900 год — 80 чел. - 1915 год — 26/30 чел. - 1926 год — 80 чел. |